# Hugo de Man
Hugo de Man (Maassluis, 3 februari 1922 - Delft, 14 augustus 1941) was een Nederlands collaborateur in de Tweede Wereldoorlog. Hij was aanvankelijk een lid van het Nederlands verzet, maar na gearresteerd te zijn was hij voor de bezetter actief als V-Mann. Als 19-jarige werd hij op 14 augustus 1941 door verzetsleden geliquideerd op verdenking van verraad.

## De Bolk
De Bolk was een hotel in Delft, dat in de Tweede Wereldoorlog de uitvalsbasis was voor een verzetsgroep: de Schoemaker-groep, genoemd naar de Delftse hoogleraar Richard Schoemaker. De Man was, nadat hij enige tijd bij de Luchtbeschermingsdienst had gewerkt, portier van De Bolk en behoorde tot de verzetsgroep rondom Jan Mekel, de Mekel-groep.

## Verraad
Omdat in De Bolk leden van diverse verzetsgroepen regelmatig samenkwamen, ontstond een probleem rond de veiligheid. De groepen overlegden over acties, en speelden elkaar informatie en karweitjes toe. De Man sprak openlijk over zijn daden in het verzet en toonde regelmatig de vermommingen die hij gebruikte. Tevens was hij een kleine crimineel en hij werd dan ook voor diefstal opgepakt op 9 mei 1941, een week nadat de groep-Schoemaker was opgerold door de bezetter. De Man sloeg tijdens zijn verhoren door en werkte vanaf dat moment als dubbelspion voor de Duitsers. Professor Schoemaker wist vanuit de gevangenis waarschuwingen naar buiten te smokkelen naar zijn collega Mekel, maar De Man bleef actief in de Mekel-groep, als vertrouweling van Mekel.

## De Mekel-groep
Mekel was door toeval in het bezit gekomen van een aktetas met de uitgewerkte plannen van de Duitsers voor de invasie van Engeland. Op basis van de informatie die De Man inbracht, werd de Mekel-groep opgerold en werd professor Mekel gearresteerd.
Beide hoogleraren Schoemaker en Mekel werden naar Duitsland afgevoerd en begin mei 1942 in concentratiekamp Sachsenhausen geëxecuteerd.

## Liquidatie
Twee leden van de Schoemaker-groep, Jan van Blerkom (alias Jan Verhagen) en Charles Hugenholtz waren de dans ontsprongen en nog op vrije voeten. Van Blerkom en Hugenholtz organiseerden een standgericht, dat De Man ter dood veroordeelde. Zij voerden zelf het vonnis uit: De Man werd uitgenodigd op het onderduikadres van Van Blerkom, werd bewusteloos geslagen en met een hoofdkussen verstikt. Het lijk van De Man werd door hen in het Agnetapark in een vijver gegooid. Ook Gerard Dogger was bij deze liquidatie betrokken.
De waarnemend Commissaris van Politie J.P. Vooys loofde, nadat het lijk op 22 augustus was komen bovendrijven, een beloning van 5000 gulden uit voor wie de daders aangaf. Er was veel kritiek op deze "excessieve vervolging".